# Nico Lathouris
Nico Lathouris, accreditato anche come Nick Lathouris (...), è un attore, regista teatrale e sceneggiatore australiano di origini greche.

## Teatro

### Attore
- Lo stratagemma dei bellimbusti, di George Farquhar, regia di Robin Lovejoy e Terry O'Brien, con Veneta Apse, Terence Badder, Margaret Cameron, Sandra Grose, Penne Hackforth-Jones, Joseph Hasham, Edwin Hodgeman, John Ivkovitch, Gillian Jones, Khail Jureidini, Rona McLeod, Terry O'Brien, Margaret Shepherd e David Whitford, costumi di Louise Bingle, luci di Kim Carpenter, scene di	Nigel Triffitt, direzione di scena di Aubrey Mellor. Old Tote Theatre di Kensington (1967)
- Piccoli omicidi, di Jules Feiffer, regia di Ronald Denson, con Terry Bader, Michael Bowie, Julian Burbury, Rona Coleman, Diana Dangerfield, Tim Eliott, Neil Fitzpatrick, Gordon Glenwright, Ron Haddrick, Barry Lovett, Huia Munro, Bill Pearson, Tom Pett e Shane Porteous, scene di Allan Lees. Old Tote Theatre di Kensington (1969)
- The Revenger's Tragedy, di Thomas Middleton, regia di Rex Cramphorn, musiche di Ian Cugley, costumi di Silver Harris. Theatre Royal di Hobart (1970)
- The Legend of King O'Malley, di Bob Ellis e Michael Boddy, regia di John Bell, con John Paramor (O’Malley), David Cameron, Rex Cramphorn, Kate Fitzpatrick, Gillian Jones, Robyn Nevin, Terry O'Brien e Willy Young, scene di Janet Dawson e Susan Lloyd, adattamento musicale di Linda Parker, arrangiamento musicale di Richard Connolly. Jane Street Theatre di Randwick (1970)
- 10,000 Miles Away, di David Malouf, adattato da Willy Young, regia di Rex Cramphorn, con John Paramor, David Cameron, Kate Fitzpatrick, Gillian Jones e Robyn Nevin. Jane Street Theatre di Randwick (1970)
- The Legend of King O'Malley, di Bob Ellis e Michael Boddy, regia di John Bell, con John Paramor (O’Malley), David Cameron, Rex Cramphorn, Kate Fitzpatrick, Gillian Jones, Robyn Nevin, Terry O'Brien e Willy Young, scene di Janet Dawson e Susan Lloyd, adattamento musicale di Linda Parker, arrangiamento musicale di Richard Connolly. Parade Theatre di Kensington (1970)
- The Legend of King O'Malley, di Bob Ellis e Michael Boddy, regia di John Bell, con John Paramor, Rex Cramphorn, Kate Fitzpatrick, Sandy Gore, Garry McDonald, Robyn Nevin, Terry O'Brien e Willy Young, scene di Janet Dawson e Susan Lloyd, direzione musicale di Linda Parker, coreografie di Keith Bain. Theatre Royal di Hobart (1970)
- The Legend of King O'Malley, di Bob Ellis e Michael Boddy, regia di John Bell, con John Paramor, Rex Cramphorn, Kate Fitzpatrick, Sandy Gore, Garry McDonald, Robyn Nevin, Terry O'Brien e Willy Young, scene di Janet Dawson e Susan Lloyd, direzione musicale di Linda Parker, coreografie di Keith Bain. Playhouse Theatre di Perth (1970)
- The Legend of King O'Malley, di Bob Ellis e Michael Boddy, regia di John Bell, con John Paramor, Rex Cramphorn, Kate Fitzpatrick, Sandy Gore, Garry McDonald, Robyn Nevin, Terry O'Brien e Willy Young, scene di Janet Dawson e Susan Lloyd, direzione musicale di Linda Parker, coreografie di Keith Bain. St. Martins Theatre di South Yarra (1970)
- Macbeth, di William Shakespeare, regia e scene di John Bell, con John Paramor, Margaret Cameron, Gillian Jones, Robyn Nevin, Terry O'Brien e Arthur Dignam, musiche di Richard Connelly, direzione di scena di Larry Eastwood. Nimrod Street Theatre di Darlinghurst (1971)
- The Legend of King O'Malley, di Bob Ellis e Michael Boddy, regia di John Bell, con John Paramor, Rex Cramphorn, Kate Fitzpatrick, Sandy Gore, Garry McDonald, Robyn Nevin, Terry O'Brien e Willy Young, scene di Janet Dawson e Susan Lloyd, supervisione musicale di Linda Parker, coreografie di Keith Bain, direzione di scena di Peter Marshall e Penne Hackforth-Jones. Phillip Theatre di Sydney (1971)
- La tempesta, di William Shakespeare, regia di Rex Cramphorne, David Cameron, John Ivkovitch, Gillian Jones, Terry O'Brien e Bjarne Ohlin. Guild Theatre di Parkville (1972)
- Il collezionista, di John Fowles, adattato da David Parker, regia di Chris Muir, con Pamela Stephenson. St. Martins Theatre di South Yarra (1973)
- La tempesta, di William Shakespeare, regia di Rex Cramphorne, con David Cameron, e Gillian Jones. St. Martins Theatre di South Yarra (1973)
- The Ballad of Angel's Alley, di Hans Christian Andersen, adattato da Jeff Underhill, regia di Rex Cramphorne, con David Cameron	e Barbara Ramsay, musiche di Bruce George. St. Martins Theatre di South Yarra (1973)
- Shakuntala and the Ring of Recognition, regia di Rex Cramphorn, con Jacqui Carroll, Ian Farr, Vivienne Garrett, Gillian Jones, Robert Lloyd, Terry O'Brien, Bjarne Ohlin e Andrew Simon. Australian Mineral Foundation Theatre di Glenside (1974)
- Status Quo Vadis, di Donald Driver, regia di Brian Young, con Lorraine Bayly (sig.ra Elgin), Terry Byrnes (Coffman), Allan Chapple (Horace Elgin), Jenny Dick-Smith (Sarah), Roger Eagle (professor Russel), Roslyn Forrest (studente), Heather Hyde (studente), Harold Jones (sig. Elgin), Len Kaserman (Don Walgren), Nico Lathouris (padre Mithaias), Don Mamouney (reverendo Purdy), John McGrath (sig. Grammerky), Bram Meakins (studente), Lorna Patten (studente), Georgina Payten, Bronwen Phillips (studente), Michael Ross, Matthew Salotti, (Laporski), Sazie Stephens (Joyce Grishaw), Lorna Stewart (Irene Phillips), Don Swonnell, (Paul Regents III), Roy Thompson (Reineke), Lark Underwood (Barbara), scene di Doug Anderson. Ensemble Theatre di Kirribilli (1976)
- Fanshen, di William Hinton, adattato da David Hare, regia di Richard Wherrett, con Alan Becher, Tim Burns, Margaret Cameron, Nico Lathouris, John Ley, Suzanne Roylance, George Shevtsov, Bill Summers e Stephen Thomas, costumi di Marea Fowler, scene di Eamon D'Arcy. Teatro Nimrod Downstairs di Surry Hills (1977)
- Boy's Own McBeth, di e con Grahame Bond, regia di Mark Gould e Grahame Bond, con Paul Johnstone, Nico Lathouris, Nicolas Lyon, Rory O'Donoghue, Bjarne Ohlin e Elizabeth Wilder, costumi di Melody Cooper, scene di Kosta Akon e Pia Calone. The Kirk di Surry Hills (1979)
- Amleto, di William Shakespeare, regia di John Sumner, con John Walton (Amleto), Simon Chilvers (Claudio), Sally Cahill (Ofelia), Jonathan Hardy (Polonio), Gary Day (Laerte), June Jago (Gertrude), David Cameron, Kevin Colebrook, Warwick Comber, Laurie Dobson, Michael Edgar, Jonathan Hardy (Polonio), Rick Hurst, Nico Lathouris, Roger Oakley, David Ravenswood, Michael Rowan, James Shaw, Ian Suddards, John Walton (Amleto) e Derek Williams, direzione di scena di Glenda Ferrall, musiche di Helen Gifford, scene di Peter Corrigan, coreografie di Malcolm Keith, luci di Jamieson Lewis. Athenaeum Theatre Two di Melbourne (1979)
- Cenerentola, libretto, regia e copione di Frank Hauser. Athenaeum Theatre di Melbourne (1979)
- Rosencrantz e Guildenstern sono morti, di Tom Stoppard, regia di Bruce Myles. Athenaeum Theatre di Melbourne (1980)
- Amleto di William Shakespeare, regia di John Sumner. Athenaeum Theatre di Melbourne (1980)
- The Dybbuk, di Solomon Ansky, regia di John Clark. Jane Street Theatre di Randwick (1980)
- Strategy for Two Hams, di Raymond Cousse, regia di Jean-Pierre Mignon. Anthill Theatre di Melbourne Sud (1982)
- Strategy for Two Hams, di Raymond Cousse, regia di Jean-Pierre Mignon. Playbox Theatre di Melbourne (1983)
- Catastrophe Practice No. 2: Landfall, di Nicholas Mosley, regia di Richard Murphet. Anthill Theatre di Melbourne Sud (1984)
- Eichmann in Haifa, di Colin Golvan, regia di Lois Ellis. Athenaeum Theatre Two di Melbourne (1988)
- Eichmann in Haifa, di Colin Golvan, regia di Lois Ellis. Russell Street Theatre di Melbourne (1988)
- Angels in America - Si avvicina il millennio, di Tony Kushner, regia di Neil Armfield. Russell Street Theatre di Melbourne (1993)

### Regista
- Ned Kelly's Sister's Traveling Circus, di Frank Hatherley, con Lesly Caust, Ruth Constantine, Richard Healy, Peter King, Valerie Levkowicz e Denis Moore, John Moulton, Danny Nash, musiche di Jeremy Barlow, direzione musicale di Valerie Levkowicz, costumi di Rose Chong, produzione di John Timlin. Pram Factory Front Theatre di Carlton (1980)
- Kate Kelly's Roadshow, di Frank Hatherley, con Lesly Caust, Ruth Constantine, Richard Healy, Peter King, Valerie Levkowicz e Denis Moore, John Moulton, Danny Nash, musiche di Jeremy Barlow, direzione musicale di Valerie Levkowicz, costumi di Rose Chong, produzione di John Timlin. Pram Factory Front Theatre di Carlton (1980)
- Kate Kelly's Roadshow, di Frank Hatherley, con Lesly Caust, Ruth Constantine, Richard Healy, Peter King, Valerie Levkowicz e Denis Moore, John Moulton, Danny Nash, musiche di Jeremy Barlow, direzione musicale di Valerie Levkowicz, costumi di Rose Chong, produzione di John Timlin. The Living Flame Festival Theatre di Sydney (1981)
- Kate Kelly's Roadshow, di Frank Hatherley, con Lesly Caust, Ruth Constantine, Richard Healy, Peter King, Valerie Levkowicz e Denis Moore, John Moulton, Danny Nash, musiche di Jeremy Barlow, direzione musicale di Valerie Levkowicz, costumi di Rose Chong, produzione di John Timlin. Melbourne (1981)
- Fedra, di Jean Racine, traduzione di Robert Lowell, con Chris Cheers, Matthew Davis, Andrew Dunne, Jennie Marriott, Megan Oglethorpe, Sioban Tuke e Jo Wilkinson. Victoria College Rusden Campus di Clayton (1983)
- Picnic with Fatima, di Tahir Cambis e Mark Stratford, con Peter Finlay, Melita Jurisic, Jason Lehane, Peter Stratford, Kevin Summers e	Pauline Web, scene di Paul Pisani. Universal Theatre di North Fitzroy (1989)
- In Angel Gear, di Sam Sejavka, con Nell Feeney, Jack Finsterer, Natasha Herbert, Paul Lum, Tammy McCarthy, Grant Mouldey, Mark Pegler, Tamara Saulwick, Colin Sneesby, Simon Wilton, musiche originali di Donald Baldie, musiche aggiuntive di Simon Polinski, costumi di Sanndi Star, scene di Marc Raszewski, luci di Steve Kainey, prodotto Belinda Davis e Belinda King, sonoro di Sam Sejavka. Universal Two di Fitzroy (1992)
- Thirst... is a Place, Water to Burn, di Christopher Barnett, con David Branson, Bronwen Gault, Stephen Howard, Anne-Marie Sinclair e Patrick Troy, scene di Stuart Vaskess. National Exhibition Centre di Canberra (1993)

### Drammaturgo
- Western, regia di Mark Rogers, costumi di Natasha Harrison, luci di	Mark Mitchel, scene di Lysa Johnston, sonoro di Scott Horscroft. Installazione multimediale, Performance Space di Redfern (1999)
- Manufacturing Dissent, regia di John Baylis, con Woodhy Chamron, Claudia Chidiac, Khoa Do, Bao Khanh, Ned Matijasevic, Anna Nguyen, Tona Nguyen e Cicily Ponnor. Old Performance Space di Redfern (2000)
- Blokes Don't Talk, regia di Michelle Bolt. St Patricks Sporting Club di Bathurst (2008)

### Tecnico delle luci
- Chris Langham's One Man Show, di e con Chris Langham, sonoro di Hugh Scales, direzione di scena di Denis Mackay. One-man show, Stables Theatre di Darlinghurst (1978)

### Arti performative
- Dealing with Drought (Dialectics of Nature), di Christopher Barnett, con performance di Mark Rogers, Louise Elizabeth Smith e Curtis Weiss. Performance Space di Redfern (1987)

### Tecnico del suono
- Vanities, di Jack Heifner, regia di Brian Young, con Bronwyn Fullerton (Kathy), Katherine Thomson (Mary) e Deborah Trengove (Joanne), costumi di Anne E. Morgan, scene di Judy Ferris, direzione di scena di Shaunna O'Grady e Grace Said. Ensemble Theatre di Kirribilli (1978)

### Direttore di scena
- Prigioniero della seconda strada, di Neil Simon, regia di Hayes Gordon, con Megan Fry (Jessie), Julie Herbert (Pauline), Bob Huber (Roger Keating), Jinx Huber (Edna Edison), Zika Nester (Pearl), Henri Szeps (Harry Edison), Ed Washer (Stan Jennings) e Brian Young (Mel Edison), costumi di Zdenka Govaers, scene di Doug Anderson, prodotto da Anne E Morgan. Ensemble Theatre di Kirribilli (1977)

## Filmografia

### Attore

#### Cinema
- St. Vincent's Revue Film, regia di George Miller - cortometraggio (1971)
- Journey Among Women, regia di Tom Cowen (1977)
- Interceptor (Mad Max), regia di George Miller (1979)
- Desolation Angels, regia di Christopher Fitchett (1982)
- Dove sognano le formiche verdi (Wo die grünen Ameisen träumen), regia di Werner Herzog (1984)
- Wrong World, regia di Ian Pringle (1985)
- Rikki and Pete, regia di Nadia Tass (1988)
- La misteriosa morte di Georgia White (Georgia),  regia di Ben Lewin (1988)
- Belinda (Midnight Dancer), regia di Pamela Gibbons (1988)
- Against the Innocent, regia di Daryl Dellora (1989)
- Father, regia di John Power (1990)
- Death in Brunswick, regia di John Ruane (1990)
- Heaven Tonight, regia di Pino Amenta (1990)
- Jigsaw, regia di Marc Gracie (1990)
- Amore ribelle (The Heartbreaker Kid), regia di Michael Jenkins (1993)
- Only the Brave, regia di Ana Kokkinos (1993)
- Gino, regia di Jackie McKimmie (1994)
- Maidenhead, regia di Marie Craven - cortometraggio (1995)
- What I Have Written, regia di John Hughes (1996)
- Serenades, regia di Mojgan Khadem (2001)

#### Televisione
- The Group - serie TV, 1 episodio (1971)
- The Young Wife, regia di Oscar Whitbread - film TV (1984)
- Emerging, regia di Kathy Mueller - film TV (1985)
- Mother and Son - serie TV, 1 episodio (1986)
- A Matter of Convenience, regia di Ben Lewin - film TV (1987)
- Dottori con le ali (The Flying Doctors) - serie TV, 6 episodi (1987-1988)
- Polizia squadra soccorso (Police Rescue) - serie TV, 1 episodio (1991)
- Phoenix - serie TV, 3 episodi (1991-1992)
- G.P - serie TV, 1 episodio (1992)
- Heartbreak High - serie TV, 31 episodi (1994-1995)
- Water Rats - serie TV, 1 episodio (2000)

### Sceneggiatore
- Mad Max: Fury Road, regia di George Miller (2015)
- Furiosa: A Mad Max Saga, regia di George Miller (2024)

### Regista
- Heartbreak High - serie TV, 2 episodi (1996-1998)

## Fumetti
- Vertigo
  - Mad Max: Fury Road - testi (2015)

## Premi e riconoscimenti
- 1993 - Candidato all'AFI al miglior attore non protagonista per Amore ribelle
- 2015/II - Candidato all'AACTA alla migliore sceneggiatura originale per Mad Max: Fury Road
- 2016 - Candidato al Premio Hugo per la miglior rappresentazione drammatica, forma lunga per Mad Max: Fury Road
- 2016 - Candidato al Saturn Award per la miglior sceneggiatura per Mad Max: Fury Road